# Carpe diem (album de Heavenly)
Pour les articles homonymes, voir Carpe diem (homonymie).
Albums de Heavenly
Virus
(2006)
Carpe diem est le cinquième album de Heavenly sorti le 18 décembre 2009 sous le label AFM Records.
Toutes les paroles sont écrites par Ben Sotto.

## Listes des titres
1. Carpe Diem (4:50)
2. Lost In Your Eyes (3:49)
3. Farewell (5:07)
4. Fullmoon (5:03)
5. A Better Me (6:10)
6. Ashen Paradise (5:24)
7. The Face Of Truth (6:00)
8. Ode To Joy (4:54)
9. Save Our Souls (4:23)
10. Playtime (3:16) [bonus version Japonaise]

## Membres
- Ben Sotto : Chant
- Charley Corbiaux : Guitare
- Olivier Lapauze : Guitare
- Mathieu Plana : Basse
- Piwee : Batterie